# ウォーキング・デッド シーズン2
『ウォーキング・デッド シーズン2』（原題：The Walking Dead Season Two: A Telltale Games Series）は、アメリカのゲームスタジオTelltale Gamesが開発し北米版が2013年に、日本版がスクウェア・エニックスより2016年に発売されたコンピュータゲーム。『ウォーキング・デッド（シーズン1）』の続編。

## 概要
ゲームの世界観や時間軸は「ウォーカー（ゾンビ）」の大群が蔓延している前作（シーズン1）から継続しており、5つのエピソードで構成される。また前作のセーブデータを引き継ぐことが可能で、それによって登場人物の会話内容がいくらか変化する。
ゲームシステムは前作同様「ポイント＆クリック」のアドベンチャーゲームで、プレイヤーキャラクターを操作して様々なオブジェクトを調べたり人物と話をするなどしてゲームを進行させる。会話など多くの決断選択には時間制限があり、また戦闘時などでもアクション要素（QTE）が存在する。プレイヤーの選択や操作によって展開が分岐し、登場人物の生死や結末も大きく変化するマルチエンディング方式。

### リリース状況
北米版は2013年12月以降、約2か月間隔で1エピソードずつ計5エピソードがダウンロード販売され、2014年以降も各機種でパッケージ版がリリースされた。日本版（日本語字幕）は2016年6月にPS3、PS4、PS Vita版がリリースされ、且つCERO-Zの規定および自主規制により「血や肉体切断面の色味を変更」「一部ゴア表現部分の描写規制」といった改変がされている。
2016年12月に本作の続編『The Walking Dead: A New Frontier』グローバル版がリリースされた。
2017年12月、本作を含むTelltaleシリーズ作品『シーズン1、400Days、シーズン2、シーズン3、The Walking Dead: Michonne』の計19エピソードを一括収録した『The Walking Dead: The Telltale Series Collection』（海外版）がリリースされた。シーズン1およびシーズン2については、UIとグラフィックを（シーズン3相当にまで）高精細化しリメイクしている。対応機種はPS4/Xbox One、日本語非対応。
2019年9月、本作を含むTelltaleシリーズ全作（上記 "The Telltale Series Collection" の収録作品プラス『シーズン4』の計23エピソードおよび各種特典）を一括収録した『The Walking Dead: 完全版』（The Walking Dead: Definitive Edition）がリリースされた。全エピソードのグラフィックはシーズン4と同タイプにリメイクしている。対応機種はPS4/Xbox One、日本語非対応。Telltale Gamesの閉鎖により、発売元はSkybound Entertainmentに変わっている。

## ストーリー
リーの懸命な行動によってサヴァナから脱出できたクレメンタインは、オミード・クリスタの二人と無事合流し、三人で生活していた。だがその後オミードを失い、クリスタと逸れ、さらに森の中を単身行動中に左腕に深い裂傷を負ってしまい絶体絶命の状況となる。

## 登場人物
前作（シーズン1）およびDLC（"400 Days"）の登場人物が何名か引き続き登場する。

### エピソード1 -
クレメンタイン（クレム）
声 - メリッサ・ハッチソン
前作の主人公・リーと行動を共にした少女。本作のプレイヤーキャラクター。プロローグでは9歳だが、本編はその16ヶ月後（11歳）から始まる。
過酷な環境を生き続けたことで年齢以上の精神的成長をみせているが、あどけなさも残っている。
オミード
声 - オーウェン・トーマス
前作からの生存者。小柄で陽気な白人男性。過酷な環境でも陽気な性格で、クリスタと共に大陸横断旅行中に怪異に巻き込まれる。リーの遺言でクリスタと共にクレメンタインの保護者となり3人で生活していたが、プロローグで銃弾を受け死亡する。
クリスタ
声 - マーラ・ジュノー
前作からの生存者。長身の黒人女性。プロローグではオミードとの子を身篭っていたが、クレメンタインが11歳の時点ではその子を失っており、気力も減退している。序盤で盗賊連中に襲われ、クレメンタインと生き別れて行方不明になる。
エピソード5の選択肢によっては彼女の目指していたウェリントンに到着するが、ウェリントンに彼女の姿はなかった。
ルーク
声 - スコット・ポーター
序盤でクレメンタインを助けた青年。小屋に身を潜め生活していた7人グループのリーダー的存在。偵察もこなすなど頼りになる存在だが、ややだらしない面もある。物語途中で27歳の誕生日を迎える。
誕生日の次の日に溺れて死亡する。
ピーター（ピート）・ジョセフ・ランドール
声 - ブライアン・サマー
序盤でルークと共にクレメンタインを助けた中年男性。ニックのおじ。ニックを心配して厳しめに接してしまうため、あまり仲は良くない。
ニック
声 - ブライアン・ブレマー
序盤で出会う帽子を被った無精髭の20代の青年。ピートの甥で、ルークの幼馴染。状況判断力に問題があり、短気な面もある。ピートとは衝突する事があるが内心は大切な存在。
カルロス
声 - キッド・ビヨンド
クレメンタインの腕の傷を診た医者。30代男性でサラの父。ヒスパニック系。脱走を先導したことなどからカーヴァーから目の仇にされている。サラには過酷な世界の現実を十分教えないなどやや過保護な面がある。
エピソード3の後半でカーヴァーのグループに撃たれた後、ウォーカーにかまれて死亡する。
サラ
声 - ルイザ・マッキントッシュ
カルロスの娘。15歳。赤い眼鏡を掛けている。精神的に弱く、ウォーカーが蔓延る世界の現状をほとんど教えられないまま育った。
アルヴィン
声 - ドリアン・ロケット
序盤で出会う43歳の眼鏡を掛けたやや肥満体質の黒人男性。レベッカの夫で、温厚な性格。レベッカを奪われた事でカーヴァーから怒りを買っている。
レベッカ（ベック、ベッカ）
声 - シェイ・ムーア
序盤で出会う30代でアフロヘアーの黒人女性。夫アルヴィンの子を身篭っている妊婦だが、物語ではカーヴァーの子である可能性も示唆されている。中盤ウォーカーに囲まれた極限状態で男児（アルヴィンJr.）を出産する。

### エピソード2 -
ウィリアム・カーヴァー（ビル）
声 - マイケル・マドセン
ホームセンターを本拠とする大型コミュニティで、弱き者を従わせ時には切り捨てる独裁者的リーダー。
クレメンタインらの一行を捕らえて収容する。自らに対しても臆しないクレメンタインの将来性を買っている。
今作、前半の敵キャラクターでもあり、暴力や意図的な殺人が多くみられる。
レベッカの子供が自分の子供だと信じているようで、彼女の夫であるアルヴィンに対する恨みが強い。
ケニー（ケン）
声 - ギャビン・ハモン
前作からの生存者。前作で仲間を助けるため単身でウォーカーの群れに飛び込み、死亡したとみられていたが、奇跡的に生き延びていた。
前作では口髭のみだったが、本作では顎髭も蓄えている。子供を愛し勇敢だが、直情的かつ頑固でもあり、仲間らと度々衝突する。
エピソード3でカーヴァーに殴られて左目を失明するが、なんとか一命を取りとめた。
最後には子供のことを一番に考えるという思考の違いや、感情的になってしまう面からジェーンと仲が悪くなり、その後クレメンタイン（プレイヤー）の選択によって生死が変化し、エンディングも変化する。
サリータ（リタ）
声 - ジュリア・ファーマー
30代女性。前作の窮地から脱出したものの困窮状態にあったケニーを助け、現在はケニーの恋人。インド出身。
選択肢によって生きている時間が長くはなるが、最終的に死亡する。
ウォルター（ウォルト）
声 - キッフ・バンデンホイヴェル
ケニーの仲間の男。料理が得意。人格者で、昔は教師をしていた。マシューという親友がいる。
ニックが誤ってマシューを撃ったことを知ってショックを受けるが、選択肢によってはニックを許して彼を助ける。
ボニー
声 - エリン・イヴェット
前作のDLC「400 Days」で登場した30代の女性。カーヴァーに従っている。
なお「400 Days」で登場したタヴィアほか何名かも同じくカーヴァーの部下として存在が確認できる。
選択肢によってはエピソード5の終盤で死亡する。また、前述の選択肢によってクレメンタインとの関係が変化する。
トロイ
声 - オーウェン・トーマス
カーヴァーの部下の男性。クレメンタインらの一行には厳しい口調で当たる。過去にジェーンと肉体関係がある。
レジー
声 - クメイル・ナンジアニ
以前、ルークたちの一行とカーヴァーのコミュニティ脱出を試みたが1人だけ逃げ遅れ、再度コミュニティに捕らわれたインド系の男性。片腕を失っている。
ジェーン
声 - クリスティーン・レイキン
カーヴァーのコミュニティに囚われて収容されていた若い短髪女性。以降クレメンタインらと行動を共にする。
対ウォーカーの戦闘術に長けており、情を抑えて現実的な取捨選択をする。
ケニーと意見が反対することが多く、ケニーをクレメンタインと一緒にいさせるのは危険だと考えている。
マイク
声 - ダン・ホワイト
カーヴァーのコミュニティに収容されていた長身の黒人男性。怪我で左耳が一部欠けている。以降クレメンタインらと行動を共にする。
アルヴォ
声 - マイケル・アーク
眼鏡をかけた細身の少年。ロシア語およびロシア語訛りの英語を話す。右脚を怪我している。
ウォーカーになった姉のナターシャをクレメンタインが撃ってからは、クレメンタインのことを睨むことが多くなった。
リー・エヴェレット
声 - デイヴ・フェノイ
前作のプレイヤーキャラクター。フラッシュバックで登場する。一部アバンタイトルのナレーションも担当。
夢の中ではクレメンタインにアドバイスをくれた。

## 敵キャラクター
ウォーカー
作中に登場するゾンビ。行動様式や撃退法などはテレビドラマ版と概ね共通（『ウォーキング・デッド (テレビドラマ)#ウォーカー』を参照）。

## 音楽
1. 「In The Water」 (Anadel) - Ep.1 エンドクレジット
2. 「In The Pines」 (Janel Drewis) - Ep.2 エンドクレジット
3. 「Remember Me」 (Anadel) - Ep.3 エンドクレジット
4. 「Salty Seas」 (デヴィックス（英語版）) - Ep.4 エンドクレジット
5. 「Alive Inside」 - Ep.5 エンドクレジット、Telltaleシリーズメインテーマ